# Ch'onma-ho
El Ch'ŏnma-ho o también escrito Ch'onma-Ho (Chosŏn'gŭl: 천마호; Hanja: 天馬號), que significa "Caballo Celestial" o Pegaso, es el primer carro de combate de diseño propio de Corea del Norte y uno de sus proyectos secretos de fabricación más grandes. También se le llama "Ch'olli-ma" (Chosŏn'gŭl: 천리마 전차, Hanja: 千里馬). El modelo original de este tanque se deriva del tanque soviético T-62. Se conocen al menos cinco variantes operacionales del tanque Ch'onma-Ho. Desde su introducción, el Ch'onma-Ho ha sido mejorado en varias ocasiones. No se conoce mucho sobre él, y su aparición pública más reciente fue el 25 de abril de 1992, en la conmemoración del 60.º aniversario de la fundación del partido gobernante de Corea del Norte, en el tradicional desfile en Pionyang.

## Historia
Después del armisticio de 1953, Corea del Norte buscó la forma de reequiparse con una nueva generación de blindados, procurando ser autosuficiente, no solo en esta clase de material; como un fomento directo a su ultranacionalista política de industrialización y defensa. Durante la guerra de Corea, Corea del Norte habíase equipado con carros de combate del excedente soviético; como el T-34 para combatir a los carros norteamericanos como el Sherman y el M26 Pershing. De acuerdo a los reportes hechos en el año 2000 al Congreso de los Estados Unidos, las fuerzas de tierra acorazadas de Corea del Norte desplegadas en la zona desmilitarizada están compuestas al menos por 2.000 carros de combate solamente. Esto significa que entre los años 1954 al 2000 las fuerzas de tierra Norcoreanas han acumulado y/o construido por lo menos 2000 tanques, incluyendo carros de diseño soviético/chino como el T-55, Tipo 59 y T-62. Un general desertor del régimen norcoreano ha afirmado que debido al embargo sobre las importaciones de petróleo crudo y sus derivados, las prácticas de tiro y/o movilización de las fuerzas acorazadas están severamente restringidas. Este hecho hace posible creer que el parque blindado de Corea del Norte puede que no esté en buenas condiciones para al menos encarar a sus enemigos en un combate real, y que ya acusen signos de uso debido a su edad, pero que en su mantenimiento mecánico; debido a las existencias de muy buenas materias primas de minerales de hierro y otros imprescindibles para la fundición de piezas de repuesto de sus tanques, puede ser posible que en cuanto a éste aspecto se encuentren en relativo mejor estado que sus más posibles rivales. Existe una similitud con este caso que entre los años de 1939 a 1953 muchos de los blindados españoles adolecieron de este mismo mal debido al embargo al régimen franquista, lo que posiblemente puede estar pasando con los blindados norcoreanos.
Al mismo tiempo, debido al aislamiento del régimen norcoreano, no es mucho lo que se puede conocer de sus equipamientos militares adquiridos tras el conflicto de la península de Corea, pero es ya conocido que tiene una diversidad de modelos de carros de combate en su haber. Este dato incluye que en el decenio de 1960 a 1970 construyeron y adquirieron carros de combate como los Tipo 59 y Tipo 62, así como del T-54, T-62 y muy posiblemente algunas unidades del T-72. El T-55 fue adquirido probablemente por los norcoreanos entre 1960 y 1970, y los T-62 se cree que llegaron entre mediados y finales de los años 80. Informes clasificados confirman que en el principio de la década de 1990 Corea del Norte adquirió otros modelos de blindados. Es también conocido que el Ejército Norcoreano dispone de tanques de la Segunda Guerra Mundial (algunos T-34) aún en servicio, así como otros blindados de la era soviética, como el PT-76/85 (anfibio). Más de 3.800 tanques están encuadrados en unidades de artillería blindada junto a más de 12.000 obuses autopropulsados y junto a miles de piezas de artillería fija y un número desconocido de transportes de tropa de al menos nueve modelos diferentes (como el modelo soviético BMP-1).
El Ch'onma-ho se considera un producto norcoreano muy cercano a los ideales ultranacionalistas de la filosofía juche, sobre la autosuficiencia, con la inclusión del desarrollo tecnológico autóctono de tecnología militar propia (como tanques y piezas de artillería autopropulsada). Esta idea proviene del sentimiento arraigado de abandono por parte de sus más cercanos aliados después del gran conflicto de la península de Corea, por países como China y la Unión Soviética/Rusia, muy acentuado después de la caída del bloque modelo de gobiernos comunistas; o su migración a políticas más prooccidentales. Esto se ha notado en la sobreproducción de materiales y materias primas, así como de tecnologías propias en Norcorea y en el desarrollo del programa de armas nucleares propias, así como en la construcción y desarrollo de misiles de largo alcance que permiten atacar a Corea del Norte fuera de sus fronteras y contar con una fuerza de alcance de considerable poder por sus armas ofensivas, así como la exportación de sus tecnologías a regímenes ideológicamente rivales a Occidente (como Irán). El posible despliegue técnico-táctico norcoreano en triángulo (desarrollo de armas propias como tanques, misiles y artillería móvil y fija) se asemeja al desarrollo táctico militar soviético, que incluía la aplicación de ataques de artillería como fuego de ataques sorpresa y luego de soporte, así como el uso de largas formaciones de blindados para crear una fuerza de rompimiento después del ataque inicial de los obuses de artillería. En este sentido, la táctica y la fuerza militar norcoreana consideran a sus componentes como fuerzas con elementos muy móviles, este hecho se ratifica por las grandes cantidades de material de este tipo que se cree dispone Corea del Norte en sus arsenales. El Ch'ŏnma-ho se ha actualizado en muchas ocasiones tratando de equiparar y obtener la ventaja tecnológica ante sus posibles enemigos como pueden ser los surcoreanos K1A1 y el modelo estadounidense M1A1.

### Función
El Ch'ŏnma-ho ha sido visto en la mayoría de desfiles militares de Corea del Norte encabezando las formaciones de los cuerpos de caballería blindada, y se supone que en caso de un hipotético ataque por tierra serían la punta de lanza de la fuerza de los ataques de blindados en territorio de Corea del Sur y que en ese caso deberían neutralizar a las mismas clases de defensas. Los otros blindados ya desactualizados están siendo relegados a tareas secundarias en los cuerpos acorazados de Corea del Norte o modificados para ser convertidos a piezas de artillería autopropulsada. Para rebatir y desestimar la teoría de guerra occidental en cuanto a la superioridad de un cuerpo acorazado fuerte y su acompañamiento por unidades de artillería fija y autopropulsada la importancia del Ch'ŏnma-ho en Corea del Norte se demuestra dado el hecho de las formaciones en que se despliegan las unidades mecanizadas agrupadas en dos cuerpos mecanizados por cada unidad de artillería (sea autopropulsada o estacionaria). Como sea, los despliegues de un segundo escudo norcoreano en la zona desmilitarizada, consideran también un despliegue alterno de fuerzas, compuesto de cuatro cuerpos de infantería como fuerza de choque y desgaste (como una barrera defensiva-ofensiva), así el remanente de unidades se mantiene en situación de reserva estratégica, y se movilizarían solo dado el caso de un embate de fuerzas aliadas y/o surcoreanas ante una segunda oleada. Esto hace parte de una estrategia de tácticas defensivas, con el ejército norcoreano desplegado en el interior del país, y con el componente mecanizado desplegado de manera táctica situado para proveer un considerable potencial ofensivo y una segunda coraza protectora compuesta de defensas móviles, que embistirían en la parte Surcoreana de la Zona Fronteriza Desmilitarizada con una teórica contraofensiva concluyente.

## Historial de producción y variantes

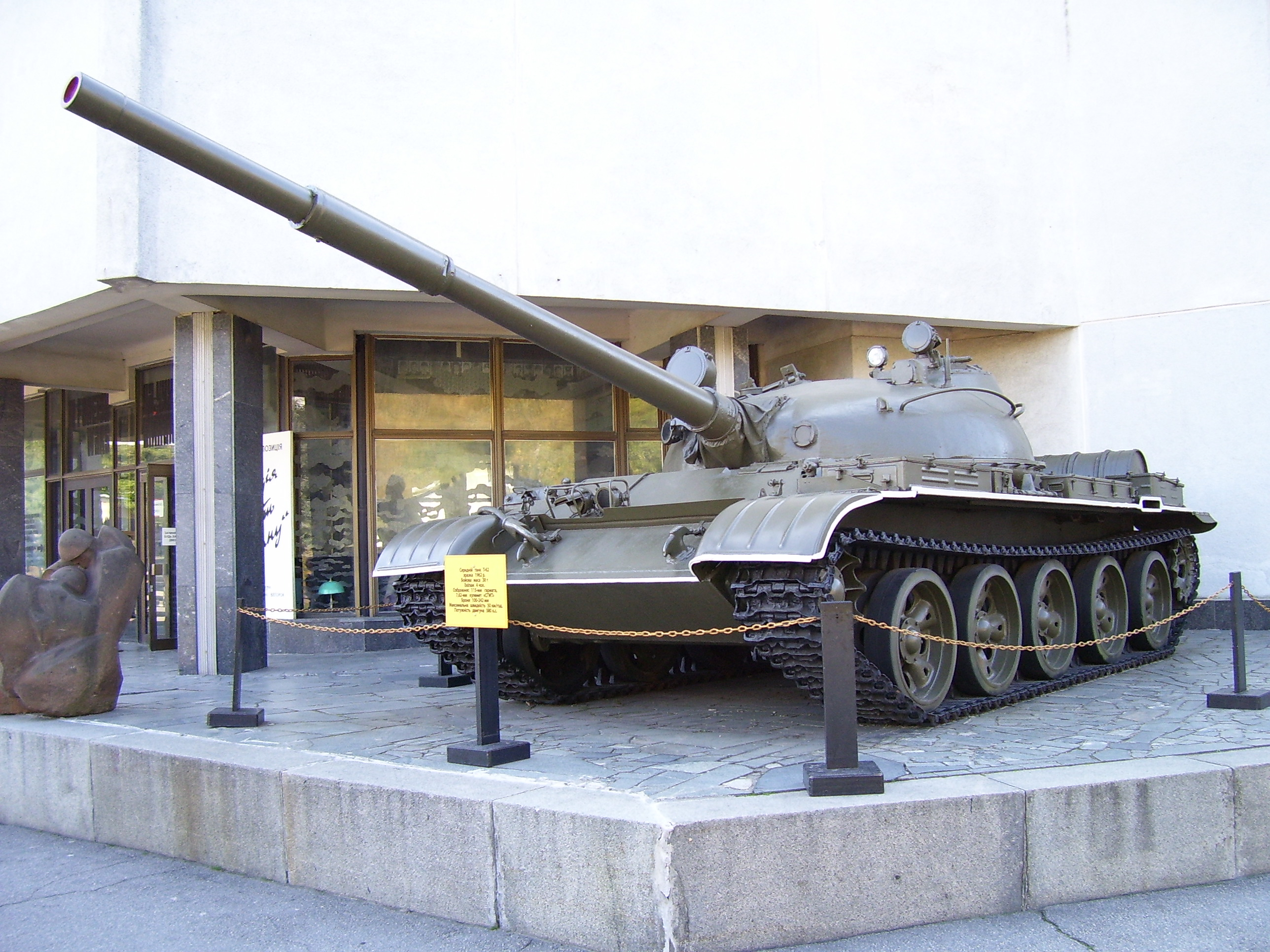
Un T-62 soviético. El Ch'onma-ho es una copia directa de este modelo con varias mejoras a lo largo de sus versiones

Alrededor del 90% de cada uno de los componentes y partes del Ch'ŏnma-ho son fabricados localmente. Aunque se evidencia que, en ocasiones, al escasear las materias primas en Corea del Norte, se han de procurar partes en países como Eslovaquia, de donde se importan motores y sistemas de impulsión completos. Asimísmo se sabe que ante las deficiencias de la industria militar local, se deben importar partes claves del exterior como son los componentes cerámicos, y los componentes electrónicos del sistema de mira y puntería del tanque, posiblemente para una versión actualizada con un esquema de blindaje radicalmente superior, así como los sistemas de control del motor y del sistema de disparo. Aunque no se tiene claramente definido qué porcentaje de piezas es producido localmente y qué se debe de importar para la construcción y/o reparación de un Ch'ŏnma-ho. El porcentaje estimado del 90% puede
haber cambiado drásticamente entre el modelo original del Ch'ŏnma-ho I y la versión ya fabricada localmente, el Ch'ŏnma-ho V, aunque debe considerarse que las mayores características de modernización hayan hecho probablemente indispensable y ante el embargo militar sobre Corea del Norte, especialmente para las mejoras de los carros de combate, el desarrollo de piezas del carro de manufactura local para no tener que recurrir al exterior, dado los graves castigos impuestos a su régimen por las pruebas nucleares del año 2006.
Aparte, es posible que desde Rusia el gobierno, de manera alegal, esté supliendo a Corea del Norte con muchos componentes para el ejército de Corea del Norte y sus proyectos de nuevos blindados que incluyen al Ch'ŏnma-ho y posiblemente un nuevo carro de combate, el M-2002 por su nombre clave en occidente, aunque no se dispone de evidencia fuerte y contundente que apoye esta sospecha.
En el momento se conocen dos versiones del Ch'ŏnma-ho, con al menos 5 sub-variantes:

### Ch'ŏnma-ho 1 / (I) Ga
Es prácticamente una copia exacta de una versión de exportación de un modelo de construcción siria y diseño soviético T-62, de una variante de los años 1970, conocida como el T-62D. Y esta versión de Ch'ŏnma-ho no tiene relación alguna con el modelo de carro chino Tipo 62. Aclarando el estado y la relación, así como las diferencias entre T-62 y el Tipo 62, la primera versión original del Ch'ŏnma-ho, tiene como cualquier variante de exportación de cualquier carro de combate soviético de la guerra fría; posee una protección balística y una motorización menos eficientes que las del modelo original, así como su blindaje es más delgado y por ende el carro es más liviano en contraste a su versión original. Esta versión tiene dos pernos en la parte superior del glacis que la diferencian distintivamente. El nombre de Ch'ŏnma-ho I existe al menos en el papel para el modelo importado del T-62, que es apenas una versión actualizada al nivel IM.

### Ch'ŏnma-ho 2 / (II) Na
Aunque no hay datos e información fiable disponibles sobre el equipamiento militar de Corea del Norte, el Ch'ŏnma-ho I fue luego modificado al nivel II con una mira láser sobre el mantelete del cañón.

### Ch'ŏnma-ho 3 / (III) Da
Afirmaciones de visitantes foráneos y desertores del régimen y publicadas luego en la internet aseveran que al menos otras tres versiones modificadas del Ch'ŏnma-ho, probablemente a mediados de los años 80, con una 'expansión del blindaje' (se añadió en el exterior unas placas de blindaje reactivo y se hizo más denso el blindaje de acero del casco y la torreta con la adición de refuerzos de acero tratado térmicamente). El Ch'ŏnma-ho III recibe también la adición del blindaje protector sobre el tren de rodadura con un faldón de diseño original, un nuevo sistema de puntería térmico y un cañón con un nuevo manguito térmico de diseño local para cañones de calibre 115 mm.

### Ch'ŏnma-ho 4 / (IV) Go y Ma
Las versiones más modernas del Ch'ŏnma-ho son las conocidas como las versiones IV y V. Estas versiones recibieron un nuevo refuerzo de blindaje n-reactivo aparte de ladrillos de blindaje reactivo en la torreta, estas versiones del Ch'ŏnma-ho IV aparte portan un nuevo sistema de extinción de incendios interno, copia del instalado en carros del modelo T-72 y el británico Chieftain. A juzgar por las fotografías, solo la torreta ha recibido el nuevo aplique, con al menos ocho bloques por cada lado. El Ch'ŏnma-ho IV se ha visto usando un nuevo juego de lanzagranadas en sus laterales aparte de los bloques de blindaje reactivo instalados en la torreta. Se cree´que Corea del Norte recibió finalizada la disolución de la Unión Soviética de unas pocas unidades del T-72, y que posiblemente se adquirió una sola unidad del T-90 en agosto del 2001. Cualquier presunción y/o conclusión sobre cómo los técnicos norcoreanos pudieron crear mejoras a partir de las innovaciones de los anteriores carros de combate para el Ch'ŏnma-ho podrían ser meramente especulaciones dado el bajo nivel de avance tecnológico de la industria militar norcoreana.

### Ch'ŏnma-ho 5 / (V)
A partir de 2005 se empezó a desplegar una nueva variante mucho más mejorada, el Ch'ŏnma-ho 5. Esta nueva versión trae consigo un sistema avanzado de control de tiro y cañones de torreta, lo que supone una mejora en comparación con el tanque Pokpung-ho (tormenta), que se dio a conocer por primera vez en octubre de 2010 durante un desfile militar. Estos poseen mayor alcance que las unidades armadas surcoreanas y una velocidad máxima de 70 kilómetros por hora en las carreteras pavimentadas. Además de ello, el modelo Ch'ŏnma-ho 5 opera con electricidad.

### P'ookpong-ho
Acorde con la información actualmente disponible, los técnicos norcoreanos han desarrollado un nuevo carro de combate en la planta de Ryu Kyong-su en la provincia de Sinhung, inicialmente un prototipo de pruebas en el 2002. Este hecho coincide con la visita del presidente de Corea del Norte, Kim Jong-il a Rusia en el 2001, durante la cual visitó la planta de maquinaria de Omsktransmash, en donde, en la era soviética, se producía el carro de combate T-80U. Este viaje derivó en una notoria y sensible mejoría de las prestaciones del Ch'ŏnma-ho, y/o a su vez en un nuevo modelo de carro de combate; o a las dos opciones entrelazadas como es común creer en occidente, ante el aislacionismo del país norcoreano. Este nuevo diseño ha sido denominado M-2002. Los informes del régimen norcoreano afirman que ya tienen un nuevo carro de combate, que de acuerdo a sus informes de espionaje, ha hecho que el país surcoreano inicie el desarrollo de un programa nacional para un tanque de diseño y construcción propia, incluyendo al nuevo carro de combate de Corea del Sur, el K2.

## Historial de entrega
Se sabe muy poco del equipamiento del Ejército Popular de Corea y de cuantas unidades del Ch'ŏnma-ho disponen en la actualidad. Al menos se sabe que el Ch'ŏnma-ho es un modelo de reemplazo general a los carros que han salido del servicio, incluyendo a los T-62, y los Tipo 59 así como a los como los T-34/85 y algunos M4 Sherman capturados y en uso. Es más que probable que el Ch'ŏnma-ho sea el equipo de combate macanizado y principal de las unidades de élite y la punta de lanza de las fuerzas norcoreanas. Estas piezas aparentemente están desplegadas en cantidades suficientes para ser estratégicamente una fuerza significante al combatir. Se cree que al menos sobreviven con unos 800 T-62, y una cantidad que puede ir de entre 1200 a 3800 de los modelos I (Ga) al V (Ma) de las variantes del Ch'ŏnma-ho.

## Modelos y variantes

### Variantes
- Ch'ŏnma-ho I (Ga) - Copia del T-62 en servicio en Siria, con un blindaje más delgado, que lo hace más liviano.
  - Ch'ŏnma-ho IM - Versión de exportación mejorada localmente del T-62.
  - Ch'ŏnma-ho II - Designación del modelo importado desde la URSS del T-62.
- Ch'ŏnma-ho II (Na) - Mejoras iniciales del Ch'ŏnma-ho I con un sistema de imágenes láser situado en los lados del mantelete del cañón.
- Ch'ŏnma-ho III (Da) - Mejoras con el sistema de blindaje en arco añadido alrededor de la torreta.
- Ch'ŏnma-ho IV (Ra) - Mejoras en el espacio de almacenaje, se sitúa en la parte posterior de la torreta; junto con el toldo de camuflaje y las herramientas, 4 lanzagranadas y sistema de blindaje ERA a los lados de la torreta.
- Ch'ŏnma-ho V (Ma) - Mejoras en el sistema ERA, con la adición de ladrillos de blindaje reactivo adicionales, más espacio de almacenamiento dentro y fuera de la torreta, 8 lanzagranadas, un arma principal nueva (el cañón de calibre 125 mm), un autocargador y un nuevo motor; (La inclusión del nuevo cañón y el sistema ERA son una mera especulación, no un hecho confirmado). La caja sobre el mantelete del cañón ahora incorpora un sistema de visión nocturna, aparte de la mira láser.

### Vehículos basados sobre su chasis
- Ch'ŏnma-ho ARV - Vehículo Blindado de Recuperación, con una superestructura de grúa y tornos.
- Ch'ŏnma-ho Command - Variante de mando con una falso cañón.
- Juche-Po - Cañón Autopropulsado, que usa para montar un cañón del modelo soviético/ruso un chasis modificado del Ch'ŏnma-ho que va desde el modelo M1978 hasta el M1995. Este Juche-Po es un vehículo improvisado sobre la base de un cañón Tok-Ch'ŏn, que originalmente va montado sobre un chasis ATS-59. Al menos se conocen cuatro variantes del diseño original del Juche-Po, cada uno de ellos monta un cañón más avanzado sobre la versión precedente.

- D-30 D-74 Calibre 122 mm.
- M-46 Calibre 130 mm.
- ML-20 Cañón autopropulsado de 152 mm. La quinta versión denominada M1992 está equipada con el cañón SM-41 de calibre 130 mm. Esta clase de piezas de artillería se identifican por tener en sus trenes de rodadura seis ruedas, comparadas con las cinco del Tok-Ch'ŏn, y un prominente cilindro de recuperación del cañón saliendo de la torreta. Otra diferencia reconocible a simple vista es que el Juche-Po posee una torreta totalmente sellada, en contraposición a las piezas de artillería en uso anteriormente en el inventario norcoreano.

## Usuarios
- Corea del Norte - 470 producidos inicialmente entre 1980 a 1989 (el pedido original fue hecho en 1976). Más de 1200 unidades han sido fabricadas. Entre 1200 T-62 y Ch'ŏnma-ho permanecen en servicio en 1985, 1 500 en 1990, 1 800 en 1995, Entre 800 y/o 2000 y un número desconocido formalmente en servicio en 2002 y 2005.[18]
- Irán - 150 pedidos en 1981 desde Corea del Norte, entregados entre 1982 a 1985.